# Mabaruma
Mabaruma è una città della Guyana, centro amministrativo della regione di Barima-Waini.